# Hielo VI

Diagrama de fases de agua

El hielo VI es una forma de hielo que existe a altas presiones en el orden de aproximadamente 1 GPa (= 10 000 bar) y en temperaturas que varían de 130 hasta 355 Kelvin (−143 °C hasta 82 °C). Su descubrimiento, entre el de otras formas de agua a altas presiones fueron publicados por P.W. Bridgman en enero de 1912.
Es parte de una de las capas interiores de Titan.

## Propiedades
El hielo VI tiene una densidad de 1.31 g/cm3 y un sistema cristalino tetragonal con el grupo espacial P42/nmc; su célula unitaria contiene  10 moléculas de agua y tiene las dimensiones a=6.27 Å y c=5.79 Å.
El punto triple del hielo VI con el hielo VII y el agua líquida se encuentra en unos 82 °C y 2.22 GPa y su respectivo punto triple con el hielo V y el agua líquida está en 0.16 °C y 0.6324 GPa = 6324 bar de presión.